# Нюрнберзький процес над лікарями
Нюрнберзький процес над лікарями був першим із 12 судових процесів за воєнні злочини високопоставлених німецьких чиновників і промисловців, які влада Сполучених Штатів провела у своїй зоні окупації в Нюрнберзі, Німеччина, після закінчення Другої світової війни. Ці судові процеси відбувалися у військових судах США, а не в Міжнародному військовому трибуналі, але проходили в тих самих кімнатах у Палаці юстиції. Судові процеси спільно відомі як «наступні Нюрнберзькі процеси», формально «Процеси над військовими злочинцями перед Нюрнберзькими військовими трибуналами» (NMT).

## Передумова
Двадцять із двадцяти трьох обвинувачених були лікарями (Віктор Брак, Рудольф Брандт і Вольфрам Зіверс були нацистськими чиновниками), і їх звинуватили в участі в нацистських експериментах над людьми та масових вбивствах під виглядом евтаназії. Йозеф Менгеле, один із провідних нацистських лікарів, уникнув полону. Обвинувальний акт було подано 25 жовтня 1946 р.; суд тривав з 9 грудня того року до 20 серпня 1947 року. З 23 обвинувачених семеро були виправдані, а семеро отримали смертні вироки; решта отримали тюремні терміни від 10 років до довічного ув'язнення.
Суддями, заслуханими у Військовому Трибуналі 1, були Уолтер Б. Білз (головуючий суддя) з Вашингтона, Гарольд Л. Себрінг з Флориди та Джонсон Т. Кроуфорд з Оклахоми, а також Віктор С. Сворінген, колишній спеціальний помічник Генерального прокурора США, як альтернативний суддя. Головним радником обвинувачення був Телфорд Тейлор, а головним прокурором — Джеймс М. Макхейні.

## Обвинувальний акт
Обвинуваченим висунули чотири обвинувачення, зокрема:
1. Змова з метою вчинення воєнних злочинів і злочинів проти людства, як описано в пунктах 2 і 3;
2. Військові злочини: проведення без згоди піддослідних медичних дослідів над військовополоненими та цивільними особами окупованих держав, у ході яких обвинувачені вчиняли вбивства, жорстокі тортури, звірства та інші нелюдські дії. Також планування та виконання масових вбивств військовополонених і цивільних осіб окупованих країн, стигматизованих як літні, божевільні, невиліковно хворі, знівечені тощо, за допомогою газу, смертельних ін'єкцій та різноманітних інших засобів у будинках престарілих, лікарнях і притулках. під час Програма умертвіння Т-4 та участь у масових вбивствах в'язнів концтаборів.
3. Злочини проти людяності: вчинення злочинів, описаних у пункті 2, також щодо громадян Німеччини.
4. Членство в злочинній організації СС.[1]

Трибунал здебільшого відійшов від першого пункту, заявивши, що звинувачення виходить за межі його юрисдикції.
І — обвинувачений   G — пред'явлено обвинувачення та визнано винним
| Ім'я                   | Фото | Діяльність | Звинувачення | Звинувачення | Звинувачення | Звинувачення | Вирок                                                                                  |
| Ім'я                   | Фото | Діяльність | 1            | 2            | 3            | 4            | Вирок                                                                                  |
| ---------------------- | ---- | --- | ------------ | ------------ | ------------ | ------------ | -------------------------------------------------------------------------------------- |
| Карл Брандт            |      | Особистий лікар Адольфа Гітлера; Групенфюрер у військах СС і генерал-лейтенант (генерал-лейтенант) у військах СС; рейхскомісар з охорони здоров'я та санітарії (Reichskommissar für Sanitäts und Gesundheitswesen); і член Дослідницької ради Рейху (Reichsforschungsrat) | I            | G            | G            | G            | Смерть через повішення, страчений 2 червня 1948 року                                   |
| Зігфрід Хендлозер      |      | Generaloberstabsarzt (генерал-лейтенант медичної служби); медичний інспектор армії (Heeressanitätsinspekteur); і начальник медичної служби збройних сил (Chef des Wehrmachtsanitätswesens)                                                                                | I            | G            | G            |              | Довічне ув'язнення; замінено на 20 років; звільнений/помер у 1954р                     |
| Пол Росток             |      | Головний хірург хірургічної клініки в Берліні; Хірургічний радник армії; голова Управління медичної науки та досліджень (Amtschef der Dienststelle Medizinische Wissenschaft und Forschung) при підсудному Карлі Брандті, рейхскомісарі охорони здоров'я та санітарії     | I            | I            | I            |              | Виправданий; помер у 1956 році                                                         |
| Оскар Шредер           |      | Generaloberstabsarzt (генерал-полковник медичної служби); Начальник штабу Інспекції медичної служби Люфтваффе (Chef des Stabes, Inspekteur des Luftwaffe-Sanitätswesens); і начальник медичної служби Люфтваффе (Chef des Sanitätswesens der Luftwaffe)                   | I            | G            | G            |              | Довічне ув'язнення; замінено на 15 років; випущений у 1954; помер 1959 року            |
| Карл Генцкен           |      | Групенфюрер у військах СС і генерал-лейтенант у військах СС; та начальник медичного відділу військ СС (Chef des Sanitätsamts der Waffen SS) | I            | G            | G            | G            | Довічне ув'язнення; замінено на 20 років; звільнений у квітні 1954; помер 1957 року    |
| Карл Гебхардт          |      | Групенфюрер у військах СС і генерал-лейтенант у військах СС; особистий лікар рейхсфюрера СС Гіммлера; Головний хірург штабу імперського лікаря СС і поліції (Oberster Kliniker, Reichsarzt SS und Polizei); і президент Німецького Червоного Хреста                       | I            | G            | G            | G            | Смерть через повішення, страчений 2 червня 1948 року                                   |
| Курт Бломе             |      | Заступник керівника охорони здоров'я Рейху (Reichsgesundheitsführer); і уповноважений з питань дослідження раку в Науковій раді Рейху | I            | I            | I            |              | Виправданий; помер 1969 року                                                           |
| Рудольф Брандт         |      | Штандартенфюрер (полковник); в Allgemeine SS; Особистий адміністративний офіцер рейхсфюрера СС Гіммлера (Persönlicher Referent von Himmler); а також радник міністрів і начальник канцелярії міністрів у Міністерстві внутрішніх справ Рейху                              | I            | G            | G            | G            | Смерть через повішення, страчений 2 червня 1948 року                                   |
| Йоахим Мруговський     |      | Оберфюрер (старший полковник) у Ваффен СС; Головний гігієніст імперського лікаря СС і поліції (Oberster Hygieniker, Reichsarzt SS und Polizei); та начальник Гігієнічного інституту військ СС (Chef des Hygienischen Institutes der Waffen SS)                            | I            | G            | G            | G            | Смерть через повішення, страчений 2 червня 1948 року                                   |
| Гельмут Поппендік      |      | Оберфюрер (старший полковник) СС; і начальник особистого штабу імперського лікаря СС і поліції (Chef des Persönlichen Stabes des Reichsarztes SS und Polizei) | I            | I            | I            | G            | 10 років; випущений у 1951році ; помер 1994 року                                       |
| Вольфрам Зіверс        |      | Штандартенфюрер (полковник) СС; Рейхсменеджер Товариства Аненербе та директор його Інституту військових наукових досліджень (Institut für Wehrwissenschaftliche Zweckforschung); і заступник голови керівної ради директорів Дослідницької ради Рейху                     | I            | G            | G            | G            | Смерть через повішення, страчений 2 червня 1948 року                                   |
| Герхард Роуз           |      | Generalarzt of Luftwaffe (генерал-майор медичної служби ВПС); Віце-президент, начальник відділу тропічної медицини та професор Інституту Роберта Коха; і радник з гігієни з питань тропічної медицини начальника медичної служби Люфтваффе                                | I            | G            | G            |              | Довічне ув'язнення; замінено на 20 років; випущений 1955; помер 1992 року              |
| Зігфрід Рафф           |      | Директор Департаменту авіаційної медицини в Німецькому експериментальному інституті авіації (Deutsche Versuchsanstalt für Luftfahrt) і перший лейтенант медичної служби ВПС; займався дослідженнями та публікаціями в галузі авіації аж до 1989 року                      | I            | I            | I            |              | Виправданий; помер 1989 році                                                           |
| Ганс-Вольфганг Ромберг |      | Доктор відділу авіаційної медицини Німецького експериментального інституту авіації | I            | I            | I            |              | Виправданий; помер у 1981 році                                                         |
| Георг Август Вельц     |      | Oberfeldarzt Люфтваффе (підполковник медичної служби ВПС); і керівник Інституту авіаційної медицини в Мюнхені | I            | I            | I            |              | Виправданий; помер у 1963 році                                                         |
| Віктор Брак            |      | Оберфюрер (старший полковник) у СС і штурмбаннфюрер (майор) у Ваффен СС; та головний адміністративний офіцер у канцелярії фюрера НСДАП (Oberdienstleiter, Kanzlei des Führers der NSDAP)                                                                                  | I            | G            | G            | G            | Смерть через повішення, страчений 2 червня 1948 року                                   |
| Герман Беккер-Фрейзенг |      | Штабсарц Люфтваффе (капітан медичної служби ВПС); і начальник відділу авіаційної медицини начальника медичної служби Люфтваффе | I            | G            | G            |              | 20 років; замінено на 10 років; звільнений 1952; помер 1961 року                       |
| Конрад Шефер           |      | Доктор в Інституті авіаційної медицини в Берліні | I            | I            | I            |              | Виправданий; помер після 1951 року                                                     |
| Вальдемар Ховен        |      | Гауптштурмфюрер (капітан) у військах СС; і головний лікар концтабору Бухенвальд | I            | G            | G            | G            | Смерть через повішення, страчений 2 червня 1948 року                                   |
| Вільгельм Бейгльбек    |      | Лікар-консультант Люфтваффе | I            | G            | G            |              | 15 років; замінено на 10 років; звільнений 15 грудня 1951; помер у 1963 році           |
| Адольф Покорний        |      | Лікар, спеціаліст з шкірних та венеричних хвороб | I            | I            | I            |              | Виправданий                                                                            |
| Герта Обергойзер       |      | Лікар концтабору Равенсбрюк; і помічник лікаря підсудного Гебхардта в лікарні в Гогенліхені | I            | G            | G            |              | 20 років; замінено на 10 років; звільнений у 1952; помер у 1978 році                   |
| Фріц Фішер             |      | Штурмбаннфюрер (майор) у Ваффен СС; і помічник лікаря підсудного Гебхардта в лікарні в Гогенліхені | I            | G            | G            | G            | Довічне ув'язнення; замінено на 15 років; звільнений у березні 1954; помер у 2003 році |

Усі засуджені до страти злочинці були повішені 2 червня 1948 року у в'язниці Ландсберг.
Для деяких різницею між тюремним терміном і смертним вироком було членство в СС, організації, визнаної злочинною за рішенням Нюрнберзького військового трибуналу. Проте деякі медики СС були засуджені. Ступінь особистої участі та головування був фактором для інших.

## Див. також

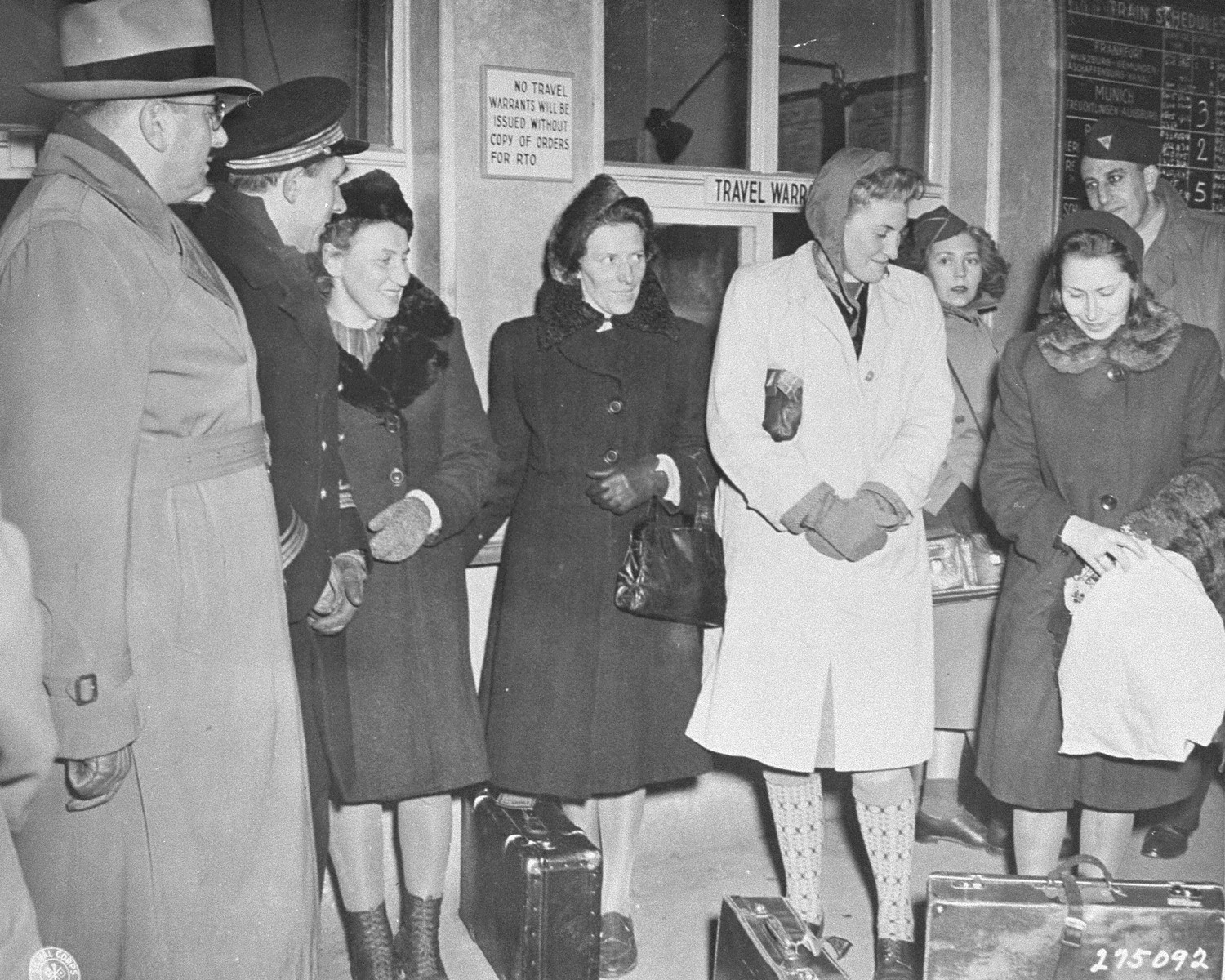
Свідки на суді

## Подальше читання
- Hanauske-Abel, H. (1996). Not a slippery slope or sudden subversion: German medicine and National Socialism in 1933. British Medical Journal. 313 (7070): 1453—1463. doi:10.1136/bmj.313.7070.1453. ISSN 0959-8138. PMC 2352969. PMID 8973235.
- Heller, Kevin Jon (2011). The Nuremberg Military Tribunals and the Origins of International Criminal Law. Oxford University Press. ISBN 978-0-19-955431-7.
- Lifton-Robert, Robert J. (2000). The Nazi Doctors: Medical Killing and the Psychology of Genocide. Basic Books. ISBN 978-0-465-04905-9.
- Pellegrino, E. (15 серпня 1997). The Nazi Doctors and Nuremberg: Some Moral Lessons Revisited. Annals of Internal Medicine. 127 (4): 307—308. doi:10.7326/0003-4819-127-4-199708150-00010. PMID 9265432.
- Seidelman, W. (1996). Nuremberg lamentation: for the forgotten victims of medical science. British Medical Journal. 313 (7070): 1463—1467. doi:10.1136/bmj.313.7070.1463. ISSN 0959-8138. PMC 2352986. PMID 8973236.
- Spitz, Vivien (2005). Doctors from Hell. Sentient Publications. ISBN 978-1-59181-032-2.
- Weindling, P.J. (2005). Nazi Medicine and the Nuremberg Trials: From Medical War Crimes to Informed Consent. Palgrave Macmillan. ISBN 978-1-4039-3911-1.